# Comté de Rusk (Texas)
Pour les articles homonymes, voir Comté de Rusk et Rusk.
Le comté de Rusk, en anglais : Rusk County, est un comté situé à l'est de l'État du Texas aux États-Unis. Fondé le 16 janvier 1843, son siège de comté est la ville de Henderson. Selon le recensement des États-Unis de 2020, sa population est de 52 214 habitants. Le comté a une superficie de 2 431 km2, dont 2 392 km2 en surfaces terrestres. Il est baptisé en mémoire de Thomas Jefferson Rusk, président pro tempore du Sénat des États-Unis.

## Histoire
Avant l'annexion du Texas en 1845, les terres, occupées de temps à autre par les Caddos, un peuple amérindien, étaient généralement inhabitées jusqu'en 1819, lorsque les Cherokees, dirigés par Chef Bowles, s'établissent dans ce qui est maintenant le comté de Rusk. Le traité de Bowles Village, conclu le 23 février 1836 entre la république du Texas, les Cherokees et douze tribus affiliées, donne aux tribus des parties du comté de Rusk occidental ainsi que des parties des comtés actuels de Gregg et Van Zandt, en plus de l'ensemble des régions des comtés de Cherokee et de Smith.
Ils demeurent sur ces terres, jusqu'à la guerre des Cherokees, à l'été 1839. Les Cherokees sont alors chassés du comté de Rusk, pour y revenir en 1844 et 1845. Benjamin Franklin Thompson, un homme blanc marié à une femme cherokee, achète alors 10 000 acres de terre. C'est la naissance de communauté indienne du mont Tabor (en), située à environ six milles au sud de Kilgore, qui s'est ensuite étendue pour englober les régions situées près de Troup, Arp et Overton, au Texas.
Organisé à l'origine comme une partie du comté de Nacogdoches, le comté de Rusk est créé par le Congrès de la république du Texas, le 16 janvier 1843. En 1850, il est le deuxième comté le plus peuplé du Texas parmi les 78 comtés déjà organisés à l'époque, selon le recensement des États-Unis de 1850. La population du comté de Rusk était alors de 8 148 habitants. Cette population n'était dépassée que par celle du comté de Harrison avec 11 822 habitants.

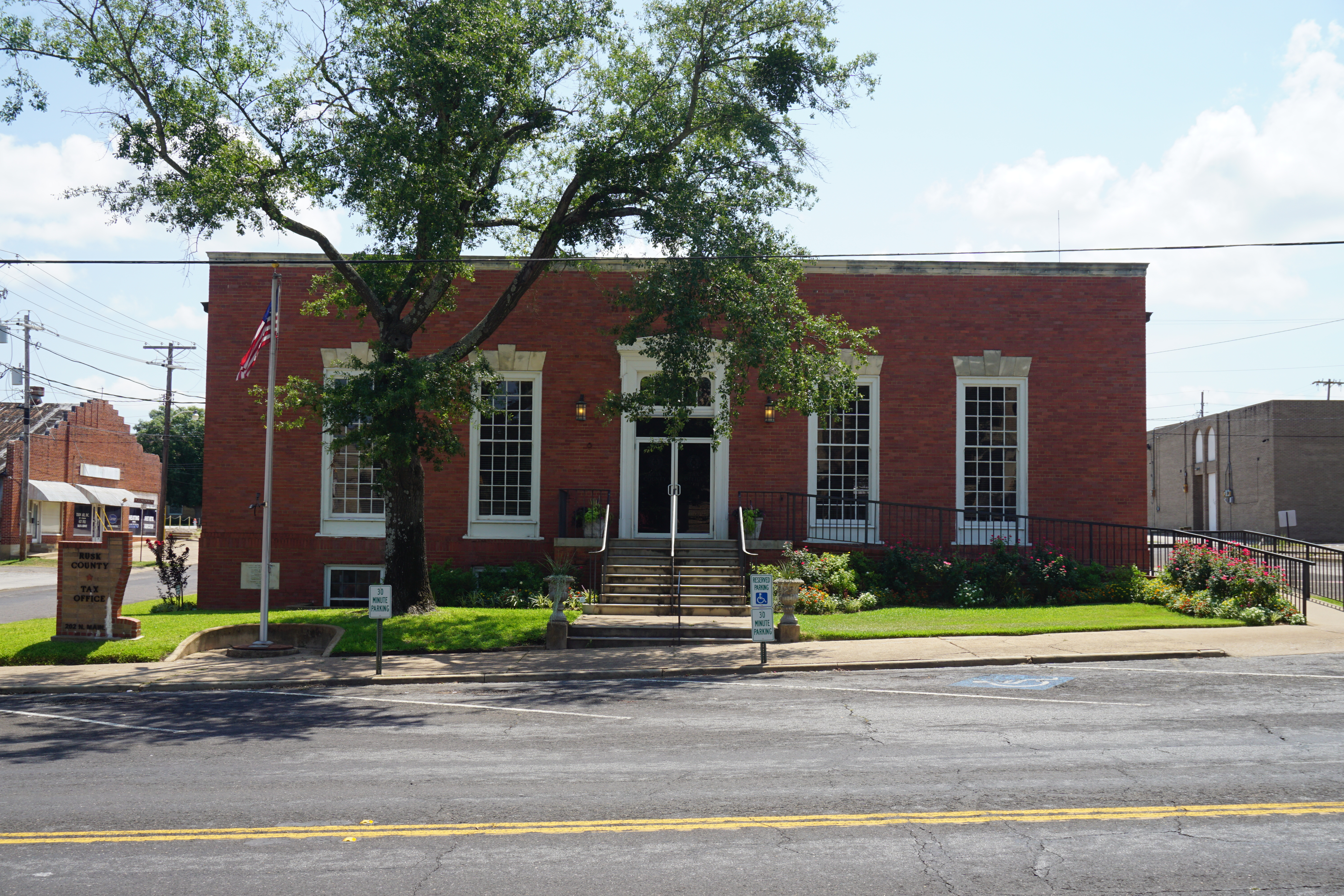
Bureau des taxes du comté à Henderson.

Avec la découverte du pétrole, à Joinerville (en), en octobre 1930, un boom pétrolier s'amorce, ce qui fait presque doubler la population du comté au cours de la décennie suivante et entraîne des changements dramatiques dans les villes du comté. Rusk est l'un des cinq comtés qui font partie du East Texas Oil Field, dont la production est depuis une part importante de l'économie du comté.
Jusqu'en janvier 2012, le comté de Rusk était un dry county du Texas, où la vente et la fabrication de boissons alcoolisées étaient interdites. La ville de Henderson a depuis opté pour la vente et le service de bière et de vin.
Le comté est baptisé en mémoire de Thomas Jefferson Rusk, secrétaire à la Guerre de la république du Texas puis président pro tempore du Sénat des États-Unis,.

## Géographie
Le comté de Rusk se situe à l'est de l'État du Texas, aux États-Unis,.
Selon le Bureau du recensement des États-Unis, le comté a une superficie totale de 2 430,45 km2, dont 2 393,21 km2 sont des terres et 37,24 km2 sont couverts d'eau.

## Comtés adjacents
| Comté de Smith    | Comté de Gregg       | Comté de Harrison |
|                   | comté de Rusk        | Comté de Panola   |
| Comté de Cherokee | Comté de Nacogdoches | Comté de Shelby   |

## Démographie
Lors du recensement de 2010, le comté comptait une population de 53 330 habitants. Elle est estimée, en 2017, à 52 833 habitants,.
| Groupes           | Comté de Rusk | Texas | États-Unis |
| ----------------- | ------------- | ----- | ---------- |
| Blancs            | 72,2          | 70,4  | 72,4       |
| Afro-Américains   | 17,7          | 11,9  | 12,6       |
| Autres            | 7,2           | 10,6  | 6,4        |
| Métis             | 2,0           | 2,5   | 2,7        |
| Amérindiens       | 0,5           | 0,7   | 0,9        |
| Asiatiques        | 0,4           | 3,8   | 4,8        |
| Total             | 100           | 100   | 100        |
|                   |               |       |            |
| Latino-Américains | 14,3          | 37,6  | 16,7       |

Pyramide des âges du comté de Rusk (2000).

Selon l'American Community Survey, pour la période 2011-2015, 86,72 % de la population âgée de plus de 5 ans déclare parler anglais à la maison, alors que 12,46 % déclare parler l’espagnol et 0,83 % une autre langue.